# Tour de Guiana Francesa
O Tour de Guiana Francesa (em francês: Tour de Guyane) kanteriormente conhecido como "Le Tour du Littoral" ou raramente "La Grande Boucle Guyanaise" é uma competição de ciclismo de estrada que ocorrem principalmente na Guiana cada ano, enquanto que, ocasionalmente, através de países vizinhos. Tem lugar em nove etapas, a rota conecta as principais cidades do departamento: Caiena, Kourou, Saint-Laurent-du-Maroni.
A tour tornou-se internacional desde 1978, ganha em importância e popularidade ao longo das edições, a sua duração é estendida. A participação está em expansão, passando de um pacote predominantemente da Guiana durante as primeiras edições, com mais de 10 edições diferentes nacionalidades.
1. ↑  Krystel, Stéphant. «Le Tour de Guyane 2020 reporté ! - Collectivité Territoriale de Guyane». www.ctguyane.fr (em francês)
2. ↑  Marie-Claude Thébia (7 de julho de 2021). «Tour cycliste de Guyane 2021 : l'événement sportif de l'année, prévu en août est annulé annonce Jean-Yves Thiver». la1ere.francetvinfo.fr